# 머저르 졸탄
머저르 졸탄(헝가리어: Magyar Zoltán, 1953년 12월 13일 ~ )은 헝가리의 체조 선수로 세계에서 1970년대에 안마 종목에서 지도적이었다.
부다페스트 출신의 머저르는 안마 종목에서 2개의 올림픽 금메달(1976, 1980)을 획득하고, 3개의 세계 선수권(1974, 1978, 1979)과 3개의 유럽 선수권(1973, 1975, 1977) 타이틀과 2개의 월드컵(1975, 1978)을 우승하였다.
그의 승리의 가장 큰 차이는 자신이 0.375점 차이로 우승한 1978년 세계 선수권 대회에 왔다. 자신의 성과들로 그는 3회의 "올해의 헝가리 스포츠맨"(1974, 1978, 1980)으로 임명되었다.
주요 개인 종합전에서 머저르는 어디에나 모습을 드러냈으나 성공적이지 못하였다. 그는 올림픽 개인 종합전 결승전들에서 1972년 29위, 1976년과 1980년 9위를 하였다. 세계 선수권에서 그는 1974년 15위, 1978년 12위와 1979년 18위를 하였다.
1980년 올림픽에 이어 머저르는 은퇴하였다. 그 이래 그는 수의사로서 자신의 평생 목표에 전념하였다. 현재 그는 아직도 부다페스트에 살면서 자신의 수의학 병원을 운영하고 있다.
2012년 5월 국제 체조 명예의 전당으로 헌액되었다.